# Stade de la Revolución
Le stade de la Revolución est un équipement sportif guatémaltèque situé à Guatemala sur le campus de l'université de San Carlos.
Sa capacité est de 5 000 personnes.